# Trenton (Utah)
Trenton és una població dels Estats Units a l'estat de Utah. Segons el cens del 2000 tenia 449 habitants.

## Demografia
Segons el cens del 2000, Trenton tenia 449 habitants, 135 habitatges, i 110 famílies. La densitat de població era de 23,9 habitants per km².
Dels 135 habitatges en un 51,1% hi vivien nens de menys de 18 anys, en un 74,1% hi vivien parelles casades, en un 5,9% dones solteres, i en un 18,5% no eren unitats familiars. En el 16,3% dels habitatges hi vivien persones soles el 8,1% de les quals corresponia a persones de 65 anys o més que vivien soles. El nombre mitjà de persones vivint en cada habitatge era de 3,33 i el nombre mitjà de persones que vivien en cada família era de 3,79.
Per edats la població es repartia de la següent manera: un 36,7% tenia menys de 18 anys, un 11,6% entre 18 i 24, un 25,4% entre 25 i 44, un 17,8% de 45 a 60 i un 8,5% 65 anys o més.
L'edat mediana era de 26 anys. Per cada 100 dones de 18 o més anys hi havia 110,4 homes.
La renda mediana per habitatge era de 31.250 $ i la renda mediana per família de 40.139 $. Els homes tenien una renda mediana de 31.023 $ mentre que les dones 20.833 $. La renda per capita de la població era d'11.910 $. Entorn del 6,3% de les famílies i el 9,1% de la població estaven per davall del llindar de pobresa.

## Poblacions més properes
El següent diagrama mostra les poblacions més properes.